# Departamento Nacional de Infraestructura de Transportes

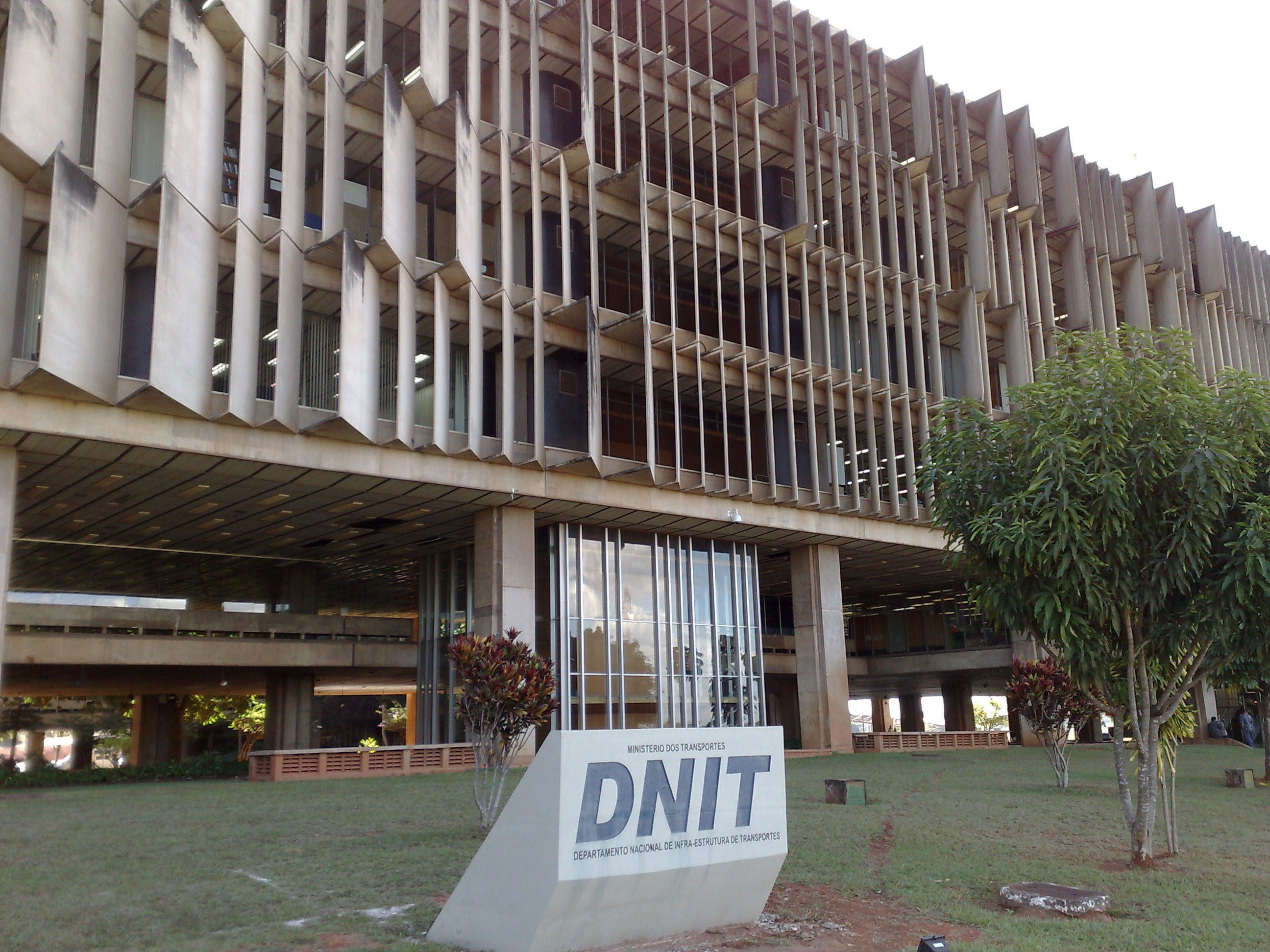
Sede central del DNIT en Brasilia.

El Departamento Nacional de Infraestructura de Transportes (DNIT) es una organismo federal autárquico de Brasil vinculado al Ministerio de Transporte. Se somete al régimen autárquico común y fue creado por la Ley nº 10.233 del 5 de junio de 2001, que reestructuró el sistema de transportes terrestre y acuático de Brasil, desapareciendo el antiguo Departamento Nacional de Carreteras (DNER). 
Es responsable por el mantenimiento, ampliación, construcción, fiscalización y elaboración de estudios técnicos para la resolución de problemas relacionados al Sistema Federal Vial como también del tráfico de personas y bienes, en el ámbito vial, ferroviario y acuático.
En consonancia con la ley 10.233, el DNIT es competente para ejercer las atribuciones dictaminadas en el artículo 21 de la ley 9.503/1997 (Código de Tráfico Brasileño). Las atribuciones del DNIT, actuando como órgano vial de la Unión son muchas, siendo competente incluso para la aplicación de multas por exceso de peso, y a través de reductores electrónicos de velocidad (lomos de burro electrónicos).

## Organización
El DNIT es una entidad colegiada, teniendo como órgano máximo de decisión la Dirección Colegiada, formada por el director general, el director Ejecutivo, el director de Infraestructura Rodoviária, el director de Infraestructura Acuática, el director de Administración y Finanzas, el director de Infraestructura Ferroviaria y el director de Planificación e Investigación. 